# Argot
Argot – odmiana języka właściwa dla jakiejś grupy społecznej, niekiedy kojarzona z mową środowisk dewiacyjnych lub młodzieżowych o silnie zaznaczonej funkcji ekspresywno-ezoterycznej. Termin wywodzi się od francuskiego wyrazu argot, określającego pierwotnie mowę przestępców, która służyła im do izolacji społecznej i tajnego komunikowania się. Jako argot rozumiano sposób komunikacji wyraźnie odrębny od języka potocznego, slangu czy żargonu technicznego.
Określenie „argot” nie jest szeroko stosowane jako termin językoznawczy; w tekstach polskich bywa używane okazjonalnie, jako synonim innych terminów określających środowiskowe odmiany języka. Na gruncie słowiańskim posługują się nim głównie autorzy rosyjscy, którzy utożsamiają go z tajnymi odmianami języka, odróżnianymi od żargonów (rozumianych jako odmiany ekspresywne). W językoznawstwie polskim termin „argot”, czasem uznawany za nacechowany emocjonalnie, został praktycznie porzucony na rzecz innych terminów („socjolekt”, „gwara”, „żargon”, „slang”) . Autorzy francuscy rozumieją pod tym pojęciem elementy ekspresywne o pochodzeniu środowiskowym, występujące w powszechnej mowie potocznej. W takim rozumieniu argot częściowo pokrywa się z pojęciami langage familier i langage populaire. Bogdan Walczak zdefiniował francuski argot jako „najniższy stylistycznie rejestr potocznej odmiany języka ogólnego”.